# Kogda razvodjat mosty
Kogda razvodjat mosty (Когда разводят мосты) è un film del 1962 diretto da Viktor Fёdorovič Sokolov.